# Ptochus
Ptochus — род жесткокрылых семейства долгоносиков.

## Описание
Жуки маленьких размеров, в длину не превышающие 6 мм.

## Экология
Эти долгоносики обитают в открытых ландшафтах, обычно в степных и пустынных. Жуки связаны с травянистой растительностью. Личинки обитатели почвы.

## Виды
Некоторые виды рода:
- Ptochus nebulosus Zherichin & Egorov, 1990
- Ptochus porcellus Boheman, 1834
- Ptochus spiraeae Linnaeus